# Helina appendifolia
Helina appendifolia este o specie de muște din genul Helina, familia Muscidae, descrisă de Wang și Xue în anul 2004. Conform Catalogue of Life specia Helina appendifolia nu are subspecii cunoscute.